# Tata Nano

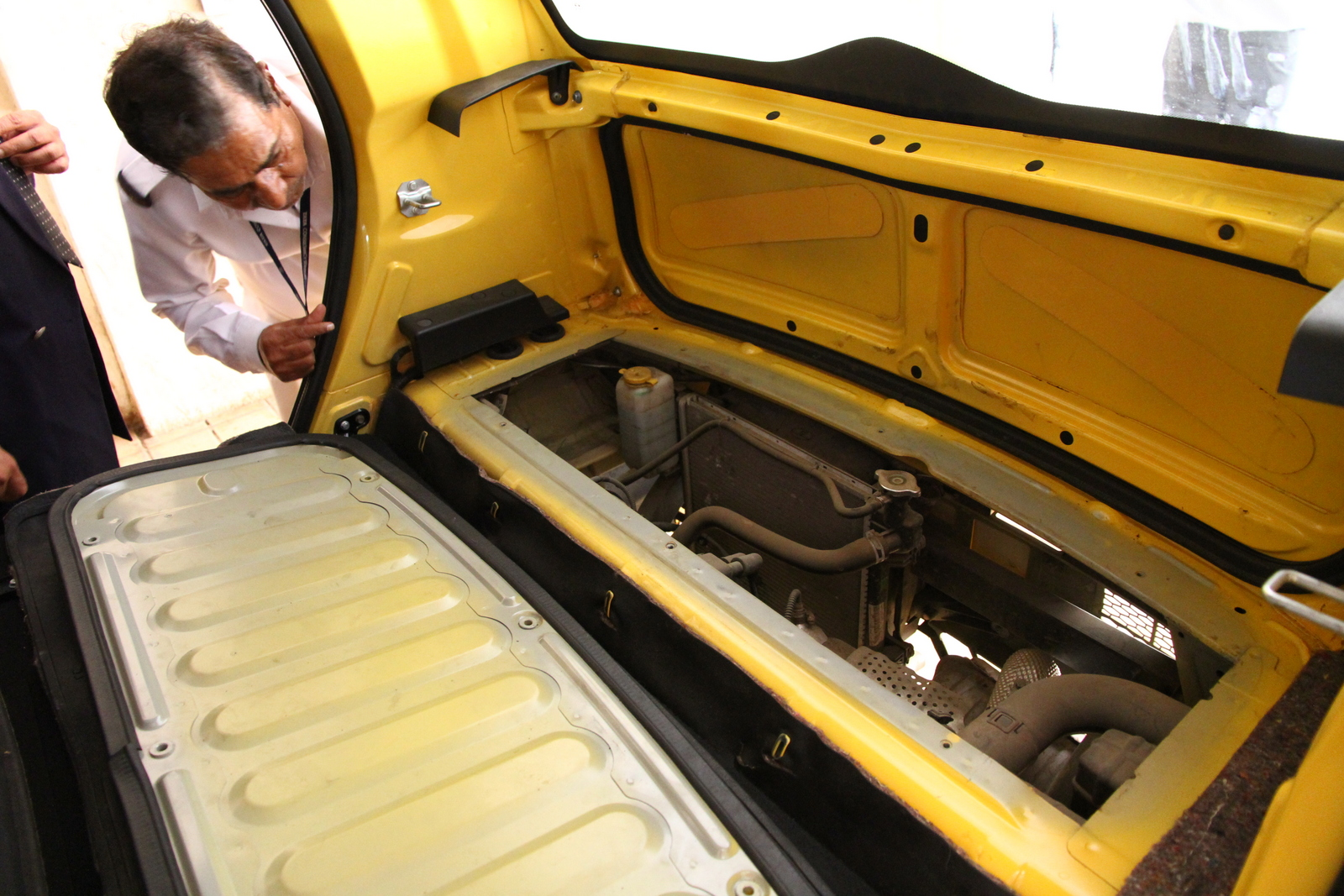
De motor zit achterin en is alleen van binnen te bereiken

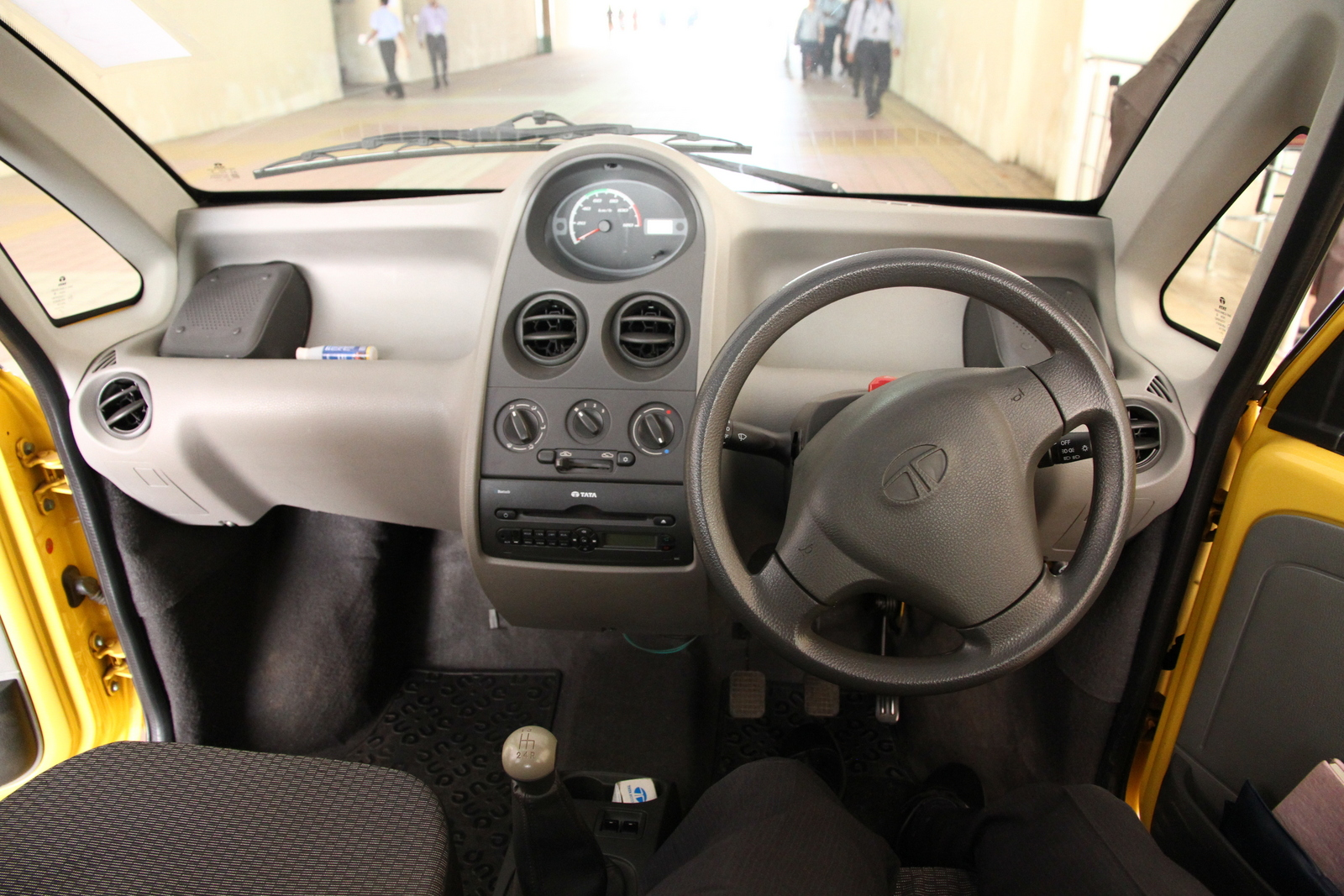
Het dashboard is eenvoudig uitgerust

De Tata Nano was een auto die geproduceerd werd door het Indiase bedrijf Tata. De auto stond ook bekend als "People's Car", omdat de lage aanschafprijs het bezit van een auto voor veel Indiërs mogelijk maakte. Het is een van de kleinste vierdeursauto's ooit.
De Nano werd op 10 januari 2008 gepresenteerd op de jaarlijkse New Delhi Auto Expo in het Pragati Maidan in New Delhi. De introductie van de Nano was een belangrijke stap in de automobielindustrie van India. De sober ingerichte auto werd gekenmerkt door een lage prijs, rond de 1800 euro. 
Volgens de fabrikant voldeed de auto aan de veiligheidseisen voor de Indiase markt en, naast de Indiase Bharat-Stage III emissienorm, aan de Europese emissiestandaard Euro IV. Er waren twee varianten leverbaar, een standard variant en twee deluxe varianten. De deluxe variant kreeg een airconditioning en een in de kleur van de auto meegespoten voorbumper.
De auto was bedoeld voor de Indiase markt. Tata Motors verwachtte bij de lancering van het model er per jaar zo'n 250.000 exemplaren te verkopen. Dit werd bij lange na niet gehaald, de piek lag op zo'n 75.000 stuks. De tegenvallende verkopen waren het resultaat van slechte kwaliteit (vanwege kostenbesparingen) en de perceptie dat de auto onveilig was. In 2014 werd een Nano gekeurd voor de Euro NCAP in Duitsland. De Nano kreeg nul sterren wegens gebrek aan bescherming voor volwassenen, mede door het ontbreken van airbags, en voldeed zelfs niet aan de fundamentele veiligheidseisen. Er waren meldingen van brandincidenten met de Nano. In het jaar 2016-2017 werden slechts 7591 stuks verkocht. In mei 2018 werd de productie gestaakt. In totaal werden er bijna 300.000 stuks verkocht.

## Motor
|                                             | 0.6 MPi                    |
| Productie                                   | 2008-2018                  |
| Motoreigenschappen                          |                            |
| Cilinderinhoud                              | 624 cm³                    |
| Vermogen                                    | 28 kW (38 pk) bij 5500/min |
| Koppel                                      | 51 Nm bij 3000/min         |
| Krachtoverbrenging                          |                            |
| Aandrijving                                 | Achterwielaandrijving      |
| Transmissie                                 | handgeschakelde 4-bak      |
| Meetwaarden                                 |                            |
| Acceleratie, 0-60 km/h                      | 8,0 s                      |
| Topsnelheid                                 | 105 km/u                   |
| Brandstofverbruik per 100 km (gecombineerd) | 4,24 l                     |
| EU-emissienorm                              | Euro 4                     |